# نيكي بات
نيكولاس بات (بالإنجليزية: Nicky Butt)‏، من مواليد 21 يناير 1975 في مانشستر في إنجلترا، لاعب كرة قدم إنجليزي.
بدأ مسيرته الكروية مع نادي مانشستر يونايتد في عام 1992، ولعب معهم حتى عام 2004، وشارك معهم في 269 مباراة وسجل 21 هدف، وفي عام 2004 انتقل إلى نادي نيوكاسل يونايتد، وفي موسم 2005/2006 أعير إلى نادي برمنغهام سيتي، ولعب معهم 24 مباراة وسجل 3 أهداف.
و قد بدأ باللعب مع منتخب إنجلترا لكرة القدم في عام 1997، ولعب معهم حتى عام 2004، وشارك معهم في 39 مباراة.

## سيرة اللاعب
مانشستر يونايتد
مع رحيل بول اينس لانترناسيونالي في نهاية موسم عام 1995، اختار المدرب اليكس فيرغسون نيكي بات خلفا اينس في خط الوسط إلى جانب روي كين. وكان بات جزءا من دفعة بارزة من المواهب الشابة مانشستر يونايتد يطلق عليها اسم أشبال فيرجسون.
كان بات يؤدي بشكل ملحوظ في أول موسمين له مع مانشستر يونايتد، وغالبا ما يبدأ المباريات، ويسجل أهداف حاسمة، مثل هدفه أمام ليفربول في مباراة العودة الشهيرة لإريك كانتونا في أكتوبر 1995.
عمل بات كبديل ثابت لروي كين في وسط الملعب، وخصوصا عندما أصيب كين في موسم 1997-98، وكسب جائزة PFA ذلك العام.
ذهب بات إلى جمع العديد من الجوائز في مانشستر يونايتد، كما توج مع النادي أثناء هيمنتهم فترة 1990s مع فوز رائع وفريد من نوعه بثلاثية في عام 1999 (لعب بات نهائي دوري أبطال أوروبا بسبب وقف روي كين).
بحلول موعد رحيله من ملعب اولد ترافورد، حصل بات على ست ميداليات للدوري الممتاز وثلاث ميداليات لكأس الاتحاد الإنجليزي وميدالية الفائز بدوري ابطال أوروبا.
 نيوكاسل يونايتد
تم التوقيع معه من قبل بوبي روبسون لنيوكاسل يونايتد في يوليو 2004 مقابل رسم قدره 2.5 مليون جنيه إسترليني في صفقة لمدة أربع سنوات، حيث كان ينظر إليه كبديل للمخضرم جاري سبيد، الذي كان قد انتقل إلى بولتون واندرارز.
خلال موسم 2006-07، كان بات أكثر انخراطا في الفريق الأول لنيوكاسل، وساعد لعبه في منتصف الملعب لأمثال باركر وامري على المضي قدما.
في 14 يناير 2007، سجل أول هدف له مع نيوكاسل عندما سجل هدف الفوز ضد توتنهام هوتسبير في الفوز 3-2 على ملعب وايت هارت لين.
أصبح قائدا لنيوكاسل في مباراة كأس الاتحاد الأوروبي ضد زولت فاريغيم في 15 فبراير عندما أصيب باركر.
واصل بات أدائه الجيد ذلك الموسم، كما في 9 أبريل، حيث فاز بات بجائزة رجل المباراة لأدائه ضد ارسنال.
أصبح قائد فريق نيوكاسل كلما أصيب باركر، وقبل نهاية الموسم كان يعتبر على نطاق واسع انه فاز باحترام وتقدير المشجعين في نيوكاسل.
أصبح نيكي بات قائد الفريق بشكل دائم لموسم 2009-10، بعد رحيل مايكل أوين إلى مانشستر يونايتد في صفقة انتقال حر خلال فترة الانتقالات الصيفية.
أعلن بات اعتزاله مع نيوكاسل في مباراة الإياب ضد إبسويتش تاون.
المسيرة الدولية
بعد أن لعب خمس مرات في مستوى تحت 21 عاما، لعب أول مباراة له مع فريق إنجلترا الأول خلال موسم 1996-1997 ضد المكسيك، وأصبح عضوا دائما في التشكيلات، حي يوفر حلول احتياطية يمكن الاعتماد عليها لمراكز وسط الملعب.
أعطت اصابة لاعب خط الوسط ستيفن جيرارد قبل كأس العالم لكرة القدم 2002 نيي بات فرصته للعب في التشكيلة الأساسية جنبا إلى جنب معزملائه ديفيد بيكهام وبول سكولز. قبل مباراة إنجلترا في ربع النهائي ضد البرازيل، تم تسميته «أفضل لاعب في تشكيلة منتخب إنجلترا» من قبل الأسطورة البرازيلية بيليه، تقديرا لأدائه في منتصف الملعب وافتكاكه للكرة.

## روابط خارجية
- نيكي بات على موقع الاتحاد الدولي (مؤرشف)  (الإنجليزية)
- نيكي بات على موقع الاتحاد الأوربي (الإنجليزية)
- نيكي بات على موقع قاعدة بيانات كرة القدم.إي يو (الإنجليزية)
- نيكي بات على موقع ليكيب (الفرنسية)
- نيكي بات على موقع ناشيونال فوتبول تيمز (الإنجليزية)
- نيكي بات على موقع Soccerbase.com (لاعب) (الإنجليزية)
- نيكي بات على موقع عالم كرة القدم.نت (الإنجليزية)